# Luleå
Luleå város Svédországban, a Botteni-öböl csücskében. Nevét az ott a tengerbe torkolló Lule-folyóról kapta. A környékre jellemző templomfaluja a világörökség részeként védett.

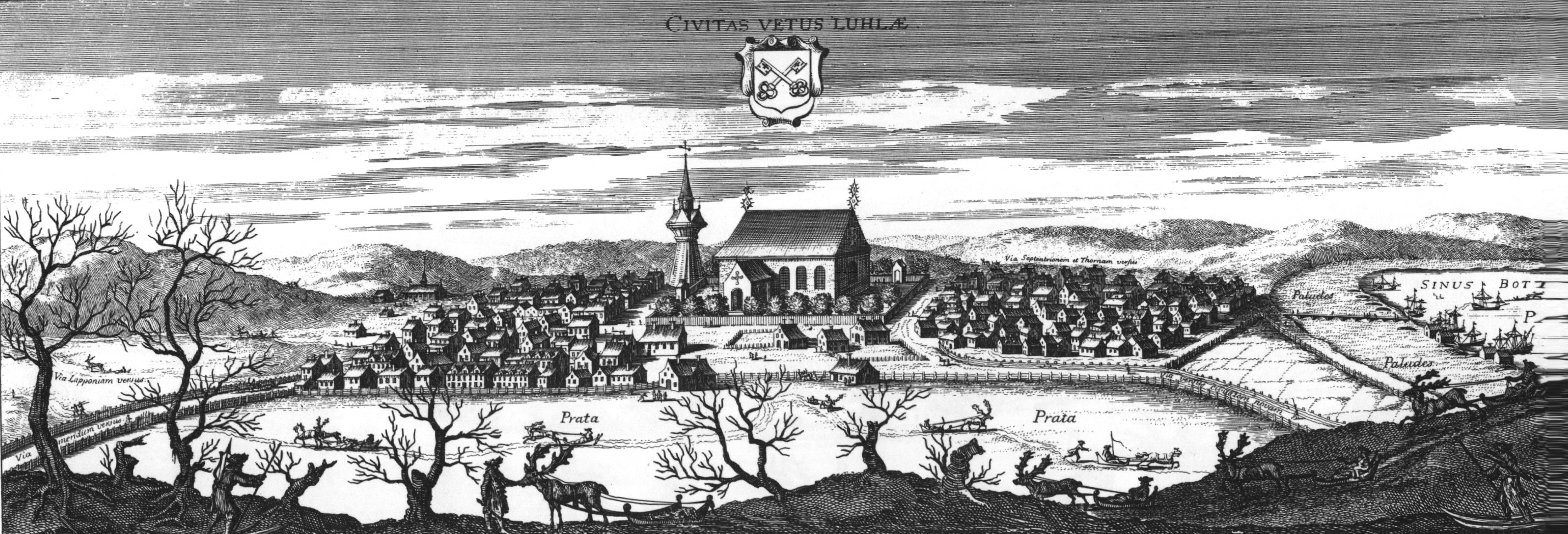

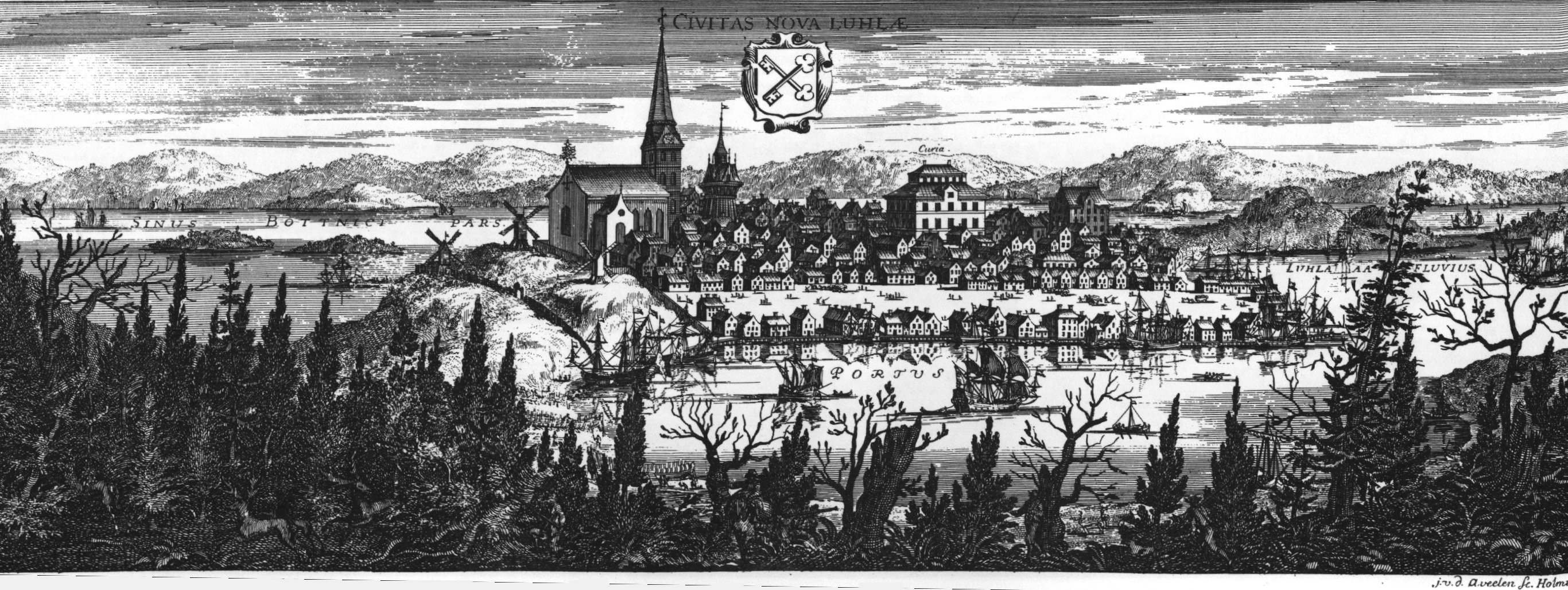

## Történelem
A várost először 1327-ben említették, miszerint egy kis település fekszik Gammelstad mellett. Ebben az évszázadban már temploma is volt a településnek.
1621-ben kapott városi rangot. 1780-ban lakossága 780 fő volt.
1887-ben leégett a város nagyobbik része. 1900 körül lakossága 9000 fő volt. 1904-ben lett püspöki székhely.

## Közlekedés
A városból indul a Malmbanan nevű vasútvonal Kiruna és a norvégiai Narvik felé. Ez a végpontja az E10-es európai útnak is.

## Híres személyek
- Maud Adams, svéd színésznő, aki többek közt James Bond filmek szereplője volt
- Karin Mamma Andersson, svéd művész
- Breach, svéd hardcore rockzenekar
- Niklas Bäckström, az UFC svéd versenyzője
- Emilia de Poret, svéd zenész
- Adam Dunkels, számítástechnikus
- Breach, feloszlott svéd hardcore rockzenekar
- The Duskfall, svéd death metál zenekar
- Lena Granhagen, svéd színésznő
- Alexander Majorov, svéd műkorcsolyázó
- Per Ledin, svéd jégkorongozó
- Martin Ljung, színész
- Machinae Supremacy, svéd chiptune metál zenekar
- Movits!, svéd hip-Hop zenekar
- John W. Nordstrom, a Nordstrom üzletlánc alapítója
- Raised Fist, svéd hardcore rock zenekar
- The Bear Quartet, svéd rockzenekar
- Marita Ulvskog, politikus
- Ingvar Wixell, bariton operaénekes
- Jonas Eriksson, a FIFA futballbírója.
- Anders Nilsson, az NHL-ben játszó Buffalo Sabres játékosa.